# عطلة يوم الشمس
يوم الشمس (بالكورية:태양절، إم أر: T'aeyang-jŏl) هو عطلة سنوية عامة في كوريا الشمالية توافق 15 من أبريل وهي ذكرى ميلاد كيم إيل سونغ المؤسس والرئيس الأبدي لكوريا الشمالية، يعد يوم الشمس أهم عطلة وطنية في البلاد كما انه يعد معادل لميلاد المسيح بالنسبة لكوريا الشمالية. كان عيد ميلاد كيم عطلة رسمية منذ عام 1968 والذي أعيد تسميته بيوم الشمس في عام 1997 _ بعد ثلاث سنوات من وفاته_ حيث سمي بهذا الاسم نسبة إلى اسمه.
يحتفل الكوريون الشماليون بالعطلة بزيارة المواقع التي لها علاقة بحياة القائد مثل وجود الالاف من التماثيل المنتشرة في جميع أنحاء البلاد أو في قرية مانجيونغ داي مسقط رأسه في العاصمة بيونغ يانغ حيث تحدث أهم الاحتفالات في العاصمة بما في ذلك الزيارات المتجهة إلى قصر الشمس كومسوسان حيث ترقد جثة كيم إيل سونغ في سلام بالإضافة إلى نصب مانسوداي التذكاري الكبير الذي يتميز بكونه تمثال طويل القامة للقائد.
تسعى الدولة لتقديم الطعام والكهرباء للمواطنين أكثر مما يتوافر بالعادة ولكن نجاح الاحتفال غير مضمون دائما. يتلقى الأطفال على وجه الخصوص الحلوى وغيرها من الهدايا المنسوبة من الحب الذي أظهره القادة.
لا تقتصر الاحتفالات على التاريخ المحدد فهي تبدأ من 16 فبراير الذي يوافق عيد ميلاد كيم جونغ إيل خلال ما يعرف باسم مهرجان الولاء. وتسمى الاحتفالات التي تكون في شهر أبريل وقريبة من يوم الشمس باسم مهرجان الشمس ويتبع هذا اليوم يومين إجازة مما يجعلها عطلة من ثلاثة أيام.

## خلفية

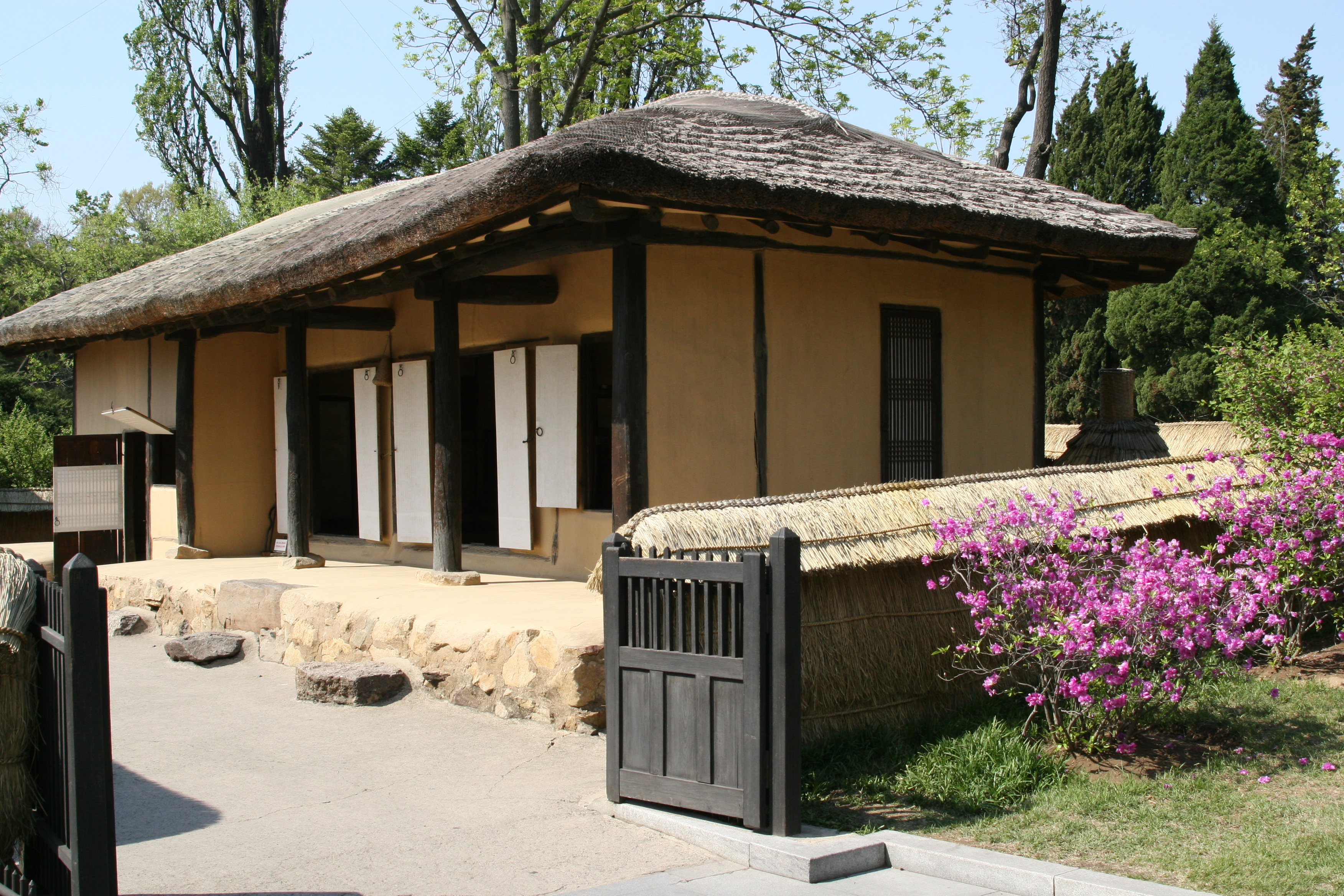
مسقط رأس كيم ايل سونغ في مانجيونغ داي

ولد كيم ايل سونغ في 15 أبريل 1912 في قرية مانجيونغ داي والتي هي الآن إحدى ضواحي العاصمة الكورية الشمالية بيونغ يانغ حيث تم التعرف عليه منذ زمن بعيد مع الشمس وكثيرا ما يطلق عليه اسم «شمس الأمة».
اعتمد ايل سونغ اسمه (بالكورية:일성، بالهانجا:日成) _ والذي يعني الشمس _  قبل أوائل سنة 1930.

## التاريخ
حدد عيد ميلاد كيم إيل سونغ كعطلة مؤقتة في عام 1962 ثم أصبح رسميا في عام 1968 وهو العام الذي شهد توسعا كبيرا في عبادة شخصيته في أعقاب أزمة سياسية محلية عرفت باسم حادثة فرسان كابسان. وفي عام 1974 روج لليوم بمثابة أهم عطلة في البلاد ثم عين كـ «يوم الشمس» في 8 يوليو 1997 في الذكرى الثالثة لوفاة كيم إيل سونغ في قرار صادر عن اللجنة المركزية لحزب العمال الكوري، واللجنة العسكرية المركزية، ولجنة الدفاع الوطني، واللجنة الشعبية المركزية ومجلس إدارة جمهورية كوريا الشعبية الديمقراطية. وفي نفس هذه المناسبة اعتمدت كوريا الشمالية تقويم جوتشي الذي يبدأ في العام الذي ولد به كيم إيل سونغ. وقد كان الغرض من يوم الشمس هو الاحتفال بـ «أعظم مهرجان للأمة الكورية» وبدء عطلة من شأنها أن تكون ذات أهمية متساوية للكوريين الشماليين مثل عيد ميلاد المسيح في العديد من الأماكن الأخرى.
تميزت كلا من الذكرى الخامسة والعاشرة بوجود احتفالات أكثر من المعتاد. وشهد عام 2012 الذكرى المئوية لولادة كيم إيل سونغ، في يوم الشمس في ذلك العام ألقى القائد الحالي كيم جونغ أون أول خطاب عام له وأقيمت مسيرات عسكرية ضخمة في يوم الشمس لتعرض أكثر الأسلحة تطورا في البلاد. في عام 2012 أجرت كوريا الشمالية تجربة صاروخية فاشلة والذي تم تقديم صاروخ KN-08 خلالها في عرض عسكري.   

## الاحتفالات

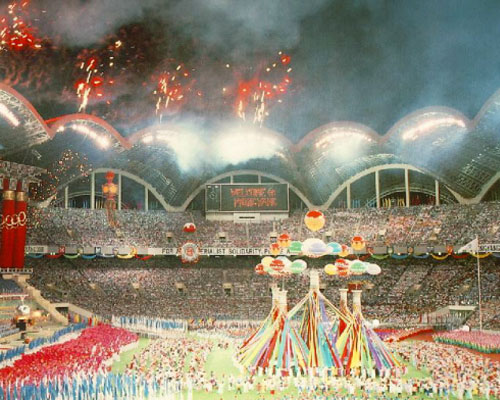
غالبًا ما كانت الألعاب الجماعية لمهرجان أريرانغ تقام في يوم الشمس حتى عام 2013.

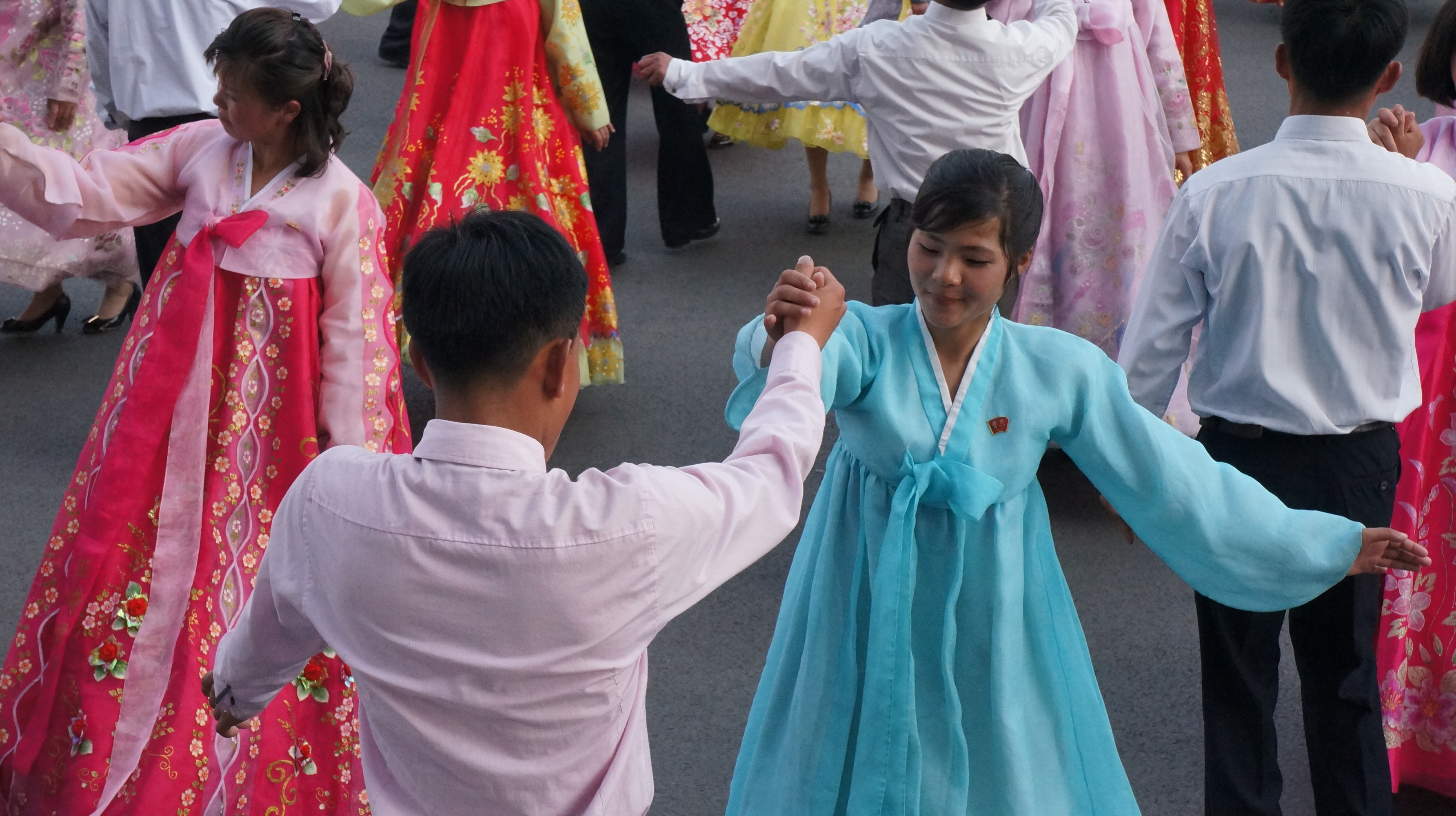
نساء يرتدين لباس Chosŏn-ot (الهانبوك) للرقص الشعبي في يوم الشمس.

تستغرق الاستعدادات أكثر من شهر وخلال شهر أبريل توجد معارض، وألعاب نارية، وأحداث للغناء والرقص، ومسابقات ألعاب رياضية، وندوات بفكرة جوتشي، وزيارات إلى الأماكن المتعلقة بحياة كيم إيل سونغ بالإضافة إلى مسقط رأسة في مانجيونغ داي وقد تستغرق بعض هذه الفعاليات عدة أيام كما تدعى مجموعات فنية أجنبية وكبار الشخصيات لزيارة كوريا الشمالية خلال هذا الوقت في اليوم المعروف باسم مهرجان الشمس. يقام مهرجان كيميلسينقيا السنوي (منذ عام 1998 ) ومهرجان فن الصداقة في ربيع أبريل (منذ عام 1982) الذي يقام أيضا في وقت قريب من يوم الشمس ويتميز هذا المهرجان عموما بمؤديين أجانب يأتون من حوالي 20 دولة والذين تعد عروضهم التلفزيونية منتظرة ونادرة الحدوث ومحبوبة من الثقافة الأجنبية للكوريين الشماليين وهي تتضمن أيضا مارثون بيونج يانج.
في وقت مبكر من منتصف الليل في صباح يوم الشمس يضع الناس أكاليل تذكارية وسلال نباتية على الآلاف من تماثيل كيم إيل سونغ في جميع أنحاء البلاد. ويتضخم الطلب على الزهور في ذلك الوقت حيث تقدر قيمته في السوق - الذي يعمل بشكل غير رسمي غالبا - بما بين 600000 و120000 دولار فقط ليوم الشمس. [بحاجة لمصدر] وتفضل الزهور الاصطناعية بسبب تكلفتها المنخفضة. يلبس الشباب في المساء زي الهانبوك للمشاركة في الرقصات الشعبية.
تجري الاحتفالات الرئيسية في العاصمة بيونغ يانغ حيث توضع الزهور أمام تمثال كيم إيل سونغ على تل مانسو ويلتزم الناس بالاحترام في قصر شمس كومسوسان حيث تقع جثته وخاصة للقائد كيم جونغ أون حيث كان يظهر احترامه في القصر كل عام. كما تستضيف بيونج يانج في كثير من الأحيان الألعاب الجماعية لمهرجان أريرانغ لتتزامن مع الاحتفال بيوم الشمس حيث كان هناك عرض للألعاب النارية في المساء في بيونج يانج منذ عام 2009 ويعزى تصميمه إلى كيم جونغ أون.
تقدم الدولة أطعمة خاصة مثل اللحوم والمشروبات الكحولية بالإضافة إلى الضروريات للناس في يوم الشمس للإشارة إلى أن هذه الرفاهية كلها بفضل رعاية القائد. تحاول الدولة الحفاظ على إمدادات كهربائية ثابتة خلال اليوم ليتمكن الناس من مشاهدة التلفاز بينما تعرض المسارح أفلاما خاصة. ويختلف الوضع بالنسبة للطعام فوفقا للمنشق الكوري الشمالي كيم هيون هوا: «إن مهرجان الشمس هو أحد المناسبات القليلة التي يستطيع الجميع خلالها تناول الطعام حسب ما تهواه قلوبهم. حتى أن أولئك الذين يعانون من الجوع بشكل منتظم يتمكنون عادة من الحصول على ثلاث وجبات في هذا اليوم، وهذا لأن كوريا الشمالية تعدها أكبر عطلة للشعب الكوري.» ومع ذلك أفيد أن الدولة قد فشلت في عام 2015 في توزيع حصص الإعاشة ولم تقدم زي المدارس المتوسطة التي كان يتوقع تلاميذ المدارس تلقيها.
ُُتُغلق المكاتب الحكومية والتجارية والبنوك، وتجارة التجزئة، في يوم الشمس
 كما أنها تعد عطلة شائعة لحفلات الزفاف، ويتبع يوم الشمس يومين الراحة مما يجعلها عطلة لمدة ثلاثة أيام. واليوم التالي ليوم الشمس يتميز عادة بالاجتماعات السياسية التي تؤدى فيها المبادئ العشرة للنظام الأيديولوجي لولاء اليمين الدستوري.

## مهرجان الولاء
تُوجد عطلة مماثلة في 16 فبراير يوم عيد ميلاد القائد السابق كيم جونغ إيل والمعروف باسم يوم النجم الساطع. كما تُعرف فترة الشهرين بين «يوم النجم الساطع» و «يوم الشمس» بفترة مهرجان الولاء وتحدث بها الاحتفالات في كل مكان.

## روابط خارجية
- يوم الشمس في نينارا
- مهرجان ربيع الصداقة لفن الربيع نسخة محفوظة 14 يوليو 2023 على موقع واي باك مشين. في أورينزوكيري
- صور من احتفالات المئوية 2012 في المحيط الأطلسي
- فحص صواريخ كوريا الشمالية التي تم عرضها خلال يوم 2017 من عرض الشمس